# Giulia Rondon
Giulia Rondon (ur. 16 października 1987 r. w Pizie) – włoska siatkarka, grająca na pozycji rozgrywającej, reprezentantka kraju. Od sezonu 2017/2018 występuje w drużynie Pomì Casalmaggiore.

## Sukcesy klubowe
Puchar Top Teams:
- 2006

Mistrzostwo Włoch:
- 2011
- 2006

Puchar Włoch:
- 2011

## Sukcesy reprezentacyjne
Mistrzostwa Europy Juniorek:
- 2004

Igrzyska Śródziemnomorskie:
- 2009
- 2005

Volley Masters Montreux:
- 2009

Mistrzostwa Europy:
- 2009

Puchar Wielkich Mistrzyń:
- 2009

Piemonte Woman Cup:
- 2010

Grand Prix:
- 2010